# Sajmište (KL)
Sajmište [sâjmiːʃtɛ] – niemiecki nazistowski obóz koncentracyjny znajdujący się na przedmieściach Belgradu. Założony został w grudniu 1941 i działał do września 1944. Początkowo przeznaczony był wyłącznie dla serbskich Żydów, w późniejszym czasie również dla Romów i więźniów politycznych. W obozie Sajmište zginęła większość z około 16 000 Żydów zamieszkujących przed wybuchem wojny tereny Serbii.

## Obóz
Obóz powstał na lewym brzegu rzeki Sawy w pobliżu zabytkowego mostu kolejowego, przy wjeździe do Belgradu, w miejscu w którym przed wojną znajdowało się centrum targowe (serb.-chorw. sajmište). Teren ten był w 1941 wyludniony i bagnisty. Położone w pobliżu Zemunu tereny były częścią Niezależnego Państwa Chorwackiego, więc Niemcy zwrócili się do ustaszów o ich przekazanie pod budowę obozu.
Większość więźniów obozu stanowili serbscy przeciwnicy niemieckiej okupacji i Cyganie. Przez obóz przewinęło się około 100 000 ludzi z których około 40 000 Serbów i 7-8 000 Żydów zostało zamordowanych.
Administracja obozu składała się z około 500 Żydów, którzy zostali wyłączeni z eksterminacji. Tworzyli oni tak zwany samorząd i byli odpowiedzialni za rozdzielanie żywności w obozie, podział pracy i tworzenie żydowskiej straży, która patrolowała teren obozu po wewnętrznej stronie drutów kolczastych. Komendantem obozu od stycznia 1942 był SS-Untersturmführer Herbert Andorfer. Zewnętrzny teren przylegający do obozu strzeżony był przez dwudziestu pięciu żołnierzy z niemieckiego 64 Zapasowego Batalionu Policji. Zaopatrzenie dla obozu dostarczane było przez władze miasta Belgradu.
Na początku grudnia 1941 niemieckie władze wydały polecenie, aby wszyscy Żydzi w Belgradzie zgłosili się do oddziałów Sicherheitspolizei i oddali klucze do swoich mieszkań. Między 8 a 12 grudnia wszyscy oni zostali wywiezieni do obozu Sajmište. Warunki w obozie były bardzo ciężkie, wilgoć, zimno, głód i choroby. Wielu uwięzionych umarło z głodu lub zamarzło. Żydowskich mężczyzn rozstrzeliwano poza terenem obozu, w Jajinci, podobnie jak to miało miejsce w obozie Banjica. Kiedy wszyscy mężczyźni zginęli, 6 280 kobiet i dzieci zagazowano w specjalnej ciężarówce, a następnie pochowano w Jajinci.
W 1944 teren obozu został pomyłkowo zbombardowany przez samoloty amerykańskie. Zginęło wtedy osiemdziesięciu ludzi, a sto siedemdziesiąt osób odniosło rany. Celem nalotu miała być pobliska stacja kolejowa.
21 kwietnia 1995 na terenie dawnego obozu stanął pomnik.